# Tátra-Vidék
Tátra-Vidék – węgierskie czasopismo (dwutygodnik, a okresowo tygodnik), ukazujące się w latach 1883–1885 w Újtátrafüred w ówczesnym Królestwie Węgier (obecnie Nowy Smokowiec u południowych podnóży Tatr na Słowacji). Ukazały się łącznie trzy roczniki (I–III, odpowiednio 26, 33 i 7 numerów). Redaktorem i wydawcą był dr Miklós Szontagh, węgierski lekarz i balneolog, założyciel sanatoriów w Nowym Smokowcu.
Czasopismo zajmowało się głównie balneologią i innymi formami lecznictwa sanatoryjnego, zwłaszcza w odniesieniu do terenów Spiszu. Poruszało jednak także różne aktualne tematy z terenów spiskiego Podtatrza oraz publikowało wiele artykułów o tematyce społecznej i kulturalnej, a także dotyczących turystyki tatrzańskiej i taternictwa.
Tytułu nie należy mylić z wydawanym w latach 1908–1918 w Popradzie czasopismem „Tátravidék”.